# Arholma båk

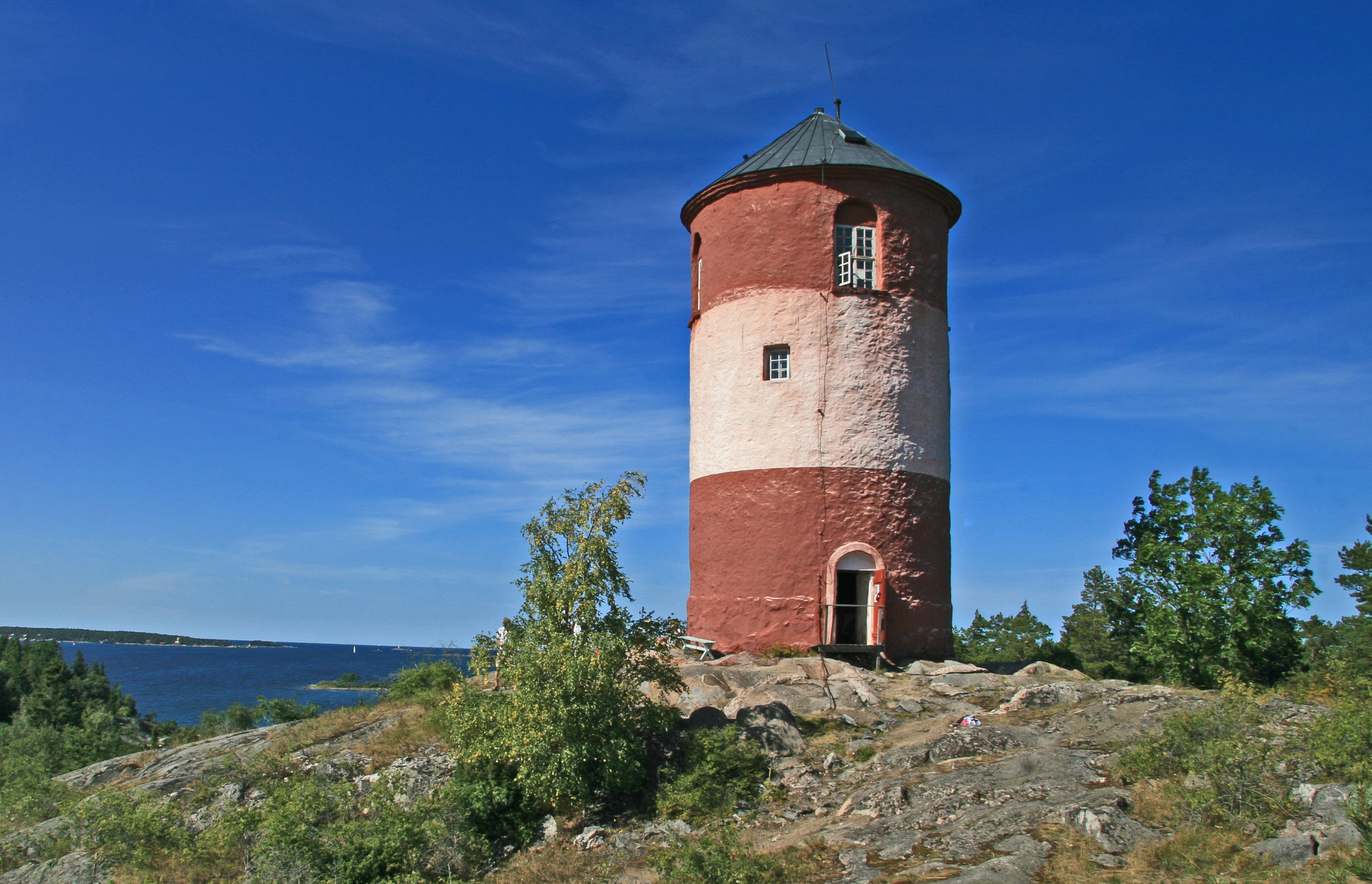
Arholma båk, 2006.

Arholma båk är ett fast sjömärke byggt 1768 på ön Arholma (Arholma S:6) i Stockholms norra skärgård.
Båken syns cirka 15 nautiska mil. Den fungerade fram till 1875 som lotsutkik varefter lotsverksamheten flyttades längre ut i farleden på grund av sjötrafikens motorisering. Sedan 1997 är båken öppen för besökare sommartid.
Under 1800-talet fungerade också båken som optisk telegrafstation på linjen Stockholm-Gävle-Åland. 
Båken är statligt byggnadsminne sedan den 25 januari 1935.
Båken har också fungerat som signalstation under andra världskrigets beredskapsår. I berget under båken låg då en stridsledningscentral som numera är borttagen.
Nedanför båken låg lotsarnas boställen. Kvar från den tiden finns i dag Båkstugan. Intill Båkstugan uppfördes 2007 ett nytt båthus för en av öns gamla seglande lotsbåtar som i dag står uppställd där.

## Historik
För att från norr underlätta insegling i Stockholms norra skärgård uppfördes år 1768 tre känningsbåkar på Simpnäsklubb, Högskär och Arholma. Arbetena utfördes av hovjunkaren Petter Ridderstad. De två förstnämnda båkarna uppfördes som massiva, kvadratiska stentorn, cirka sex meter höga. Båken på Arholma uppfördes som ett runt stentorn, 12,5 meter högt med ett torntak. Båkarna finansierades nu för första gången av Statskontoret genom medel från båkfonden. Ett riksdagsbeslut år 1765 om reglerade och ökade fyr- och båkavgifter underlättade säkert utvecklingen. Båken på Simpnäsklubb revs när en fyrplats anlades där 1869, medan de andra två finns kvar.

## Bilder

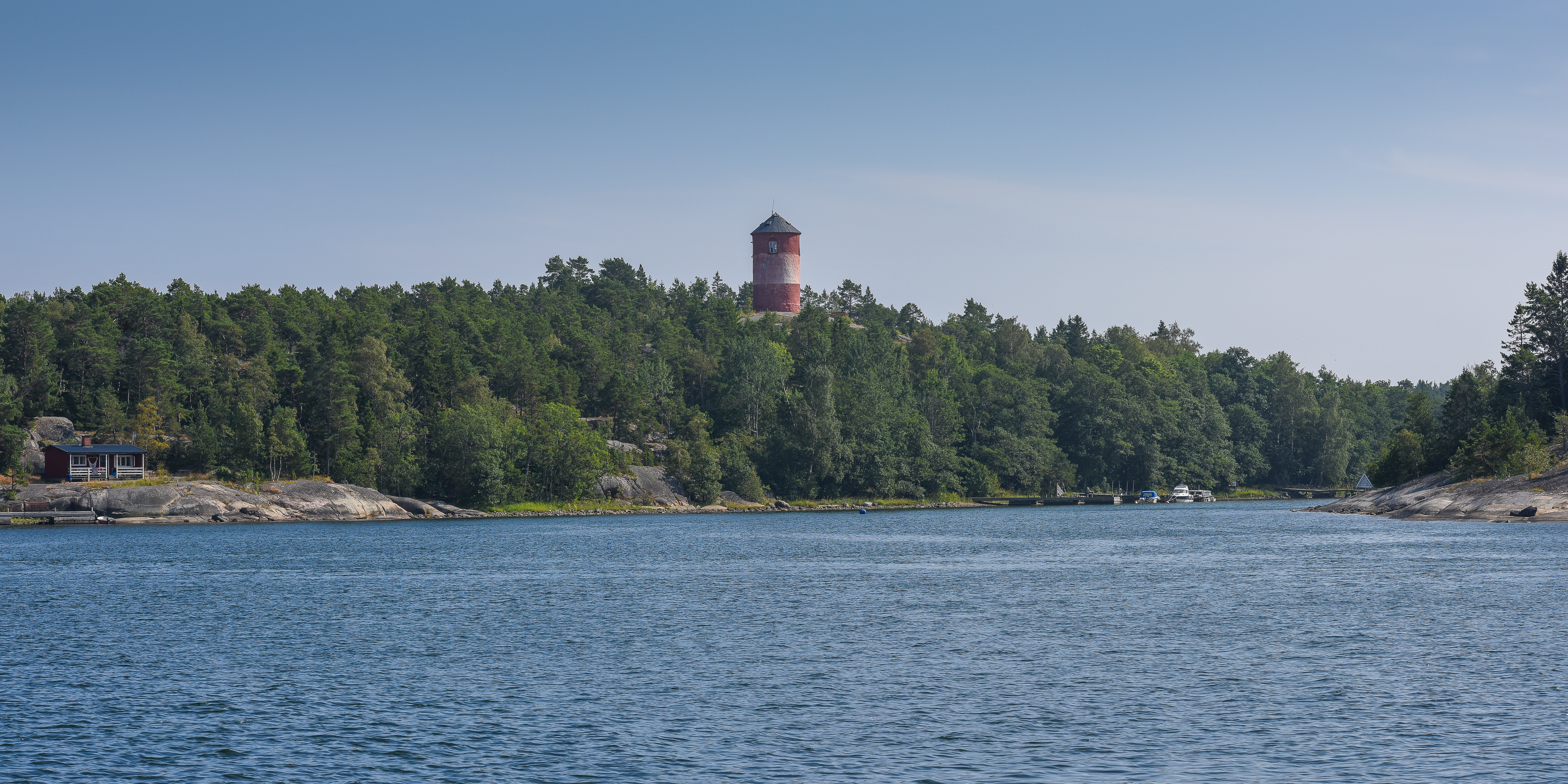
Arholma båk 2014
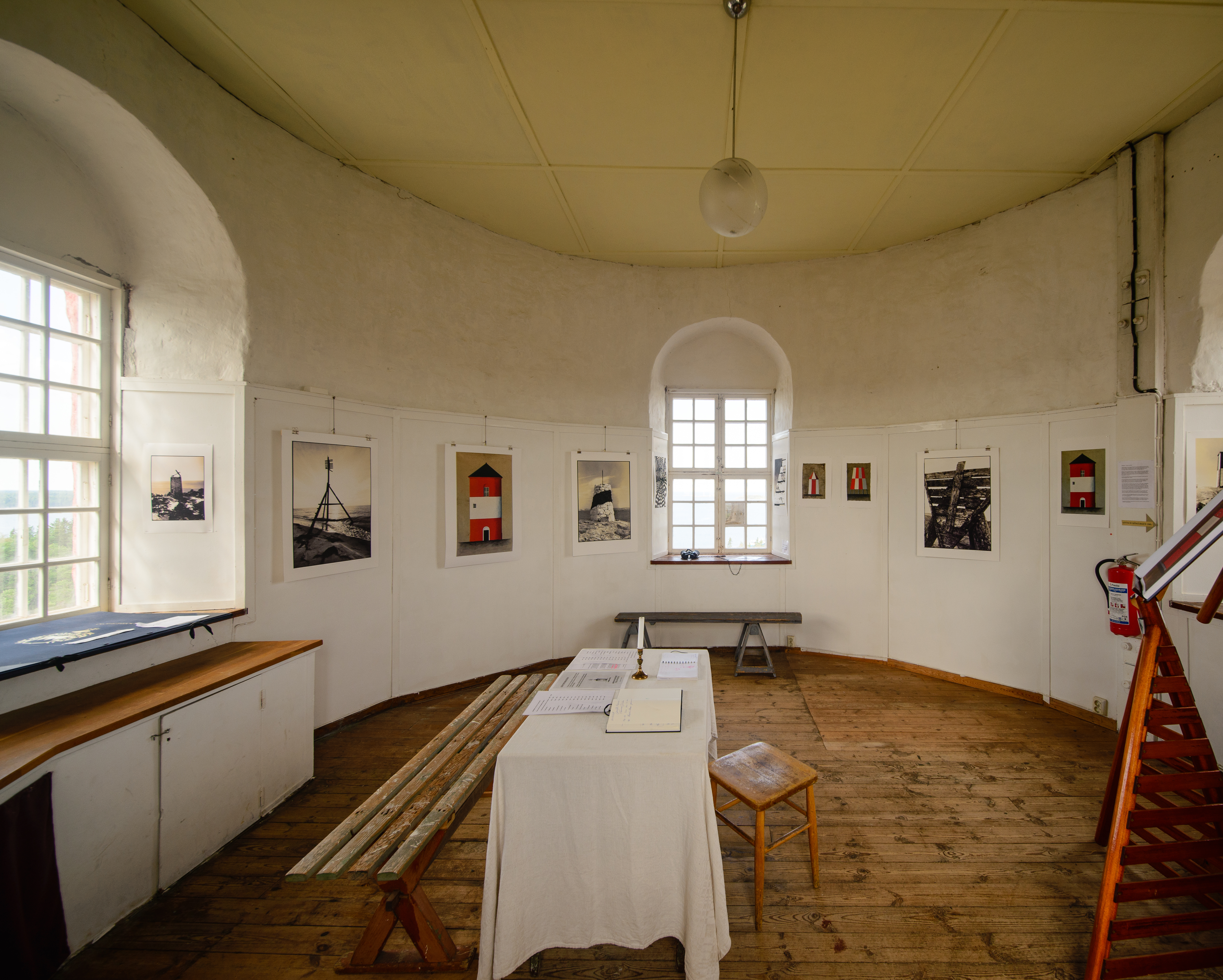
Interiör av båken.
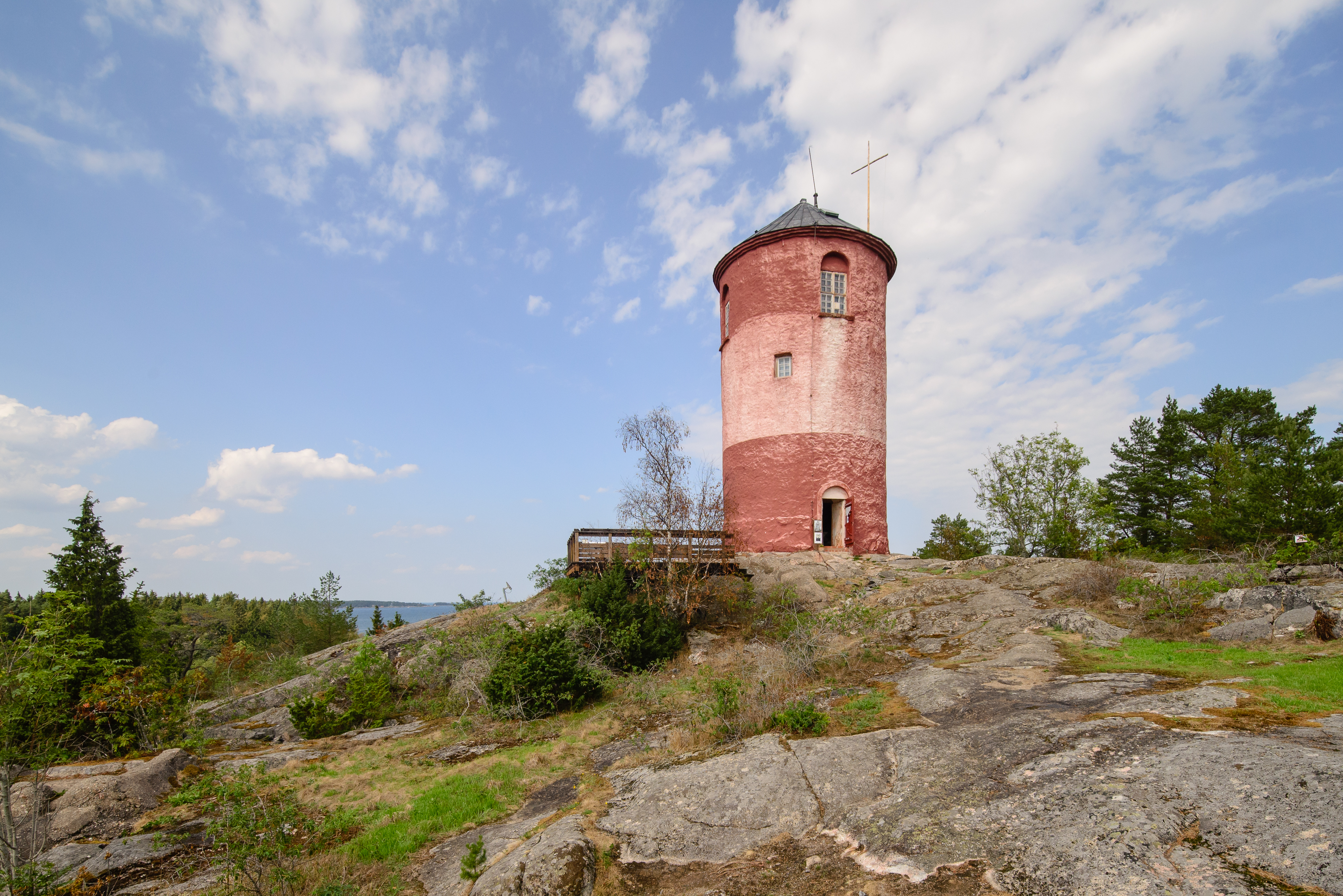
Arholma båk 2018.
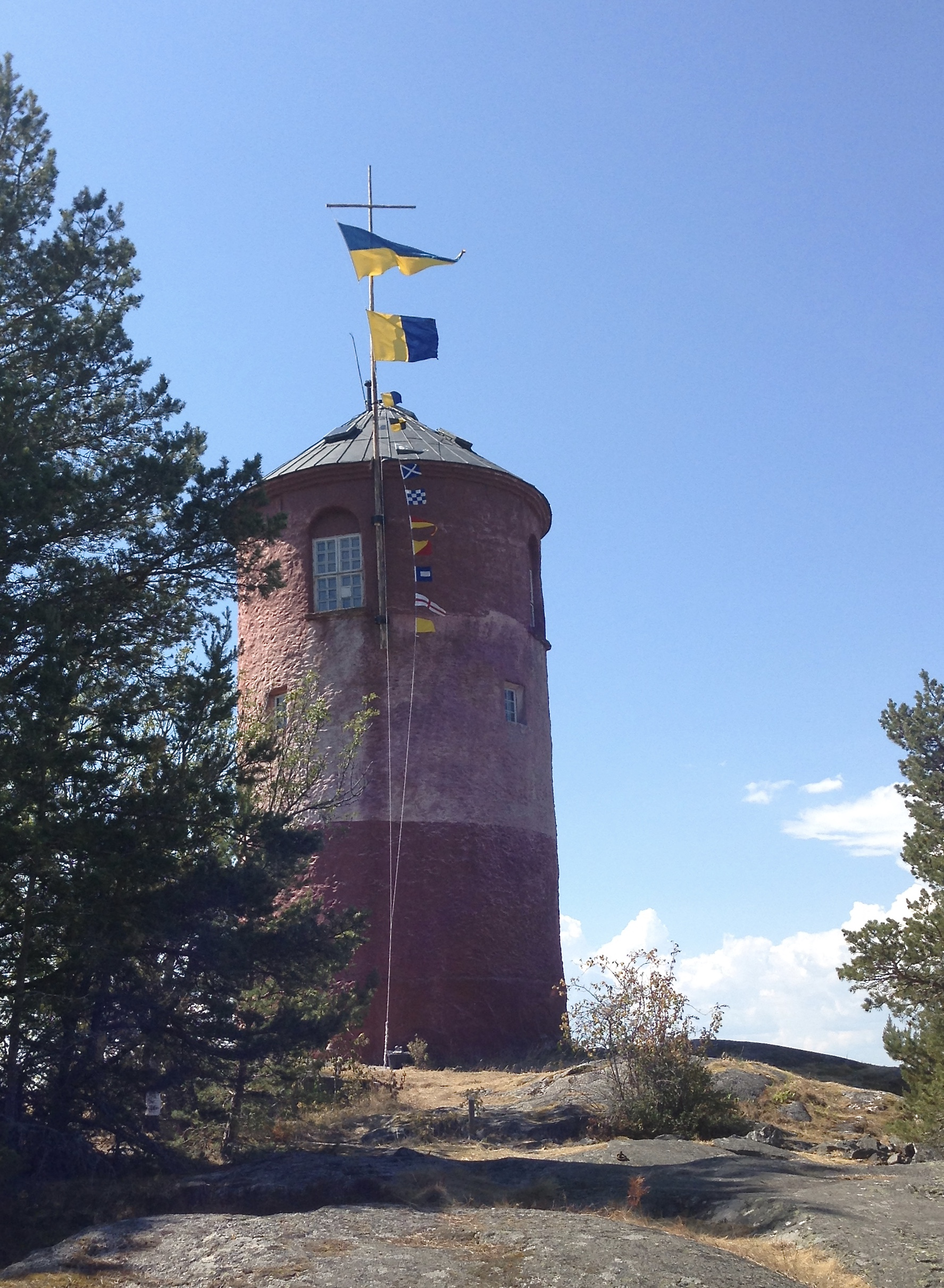
Arholma båk 2018 (250-årsjubileum) båken byggd 1768.
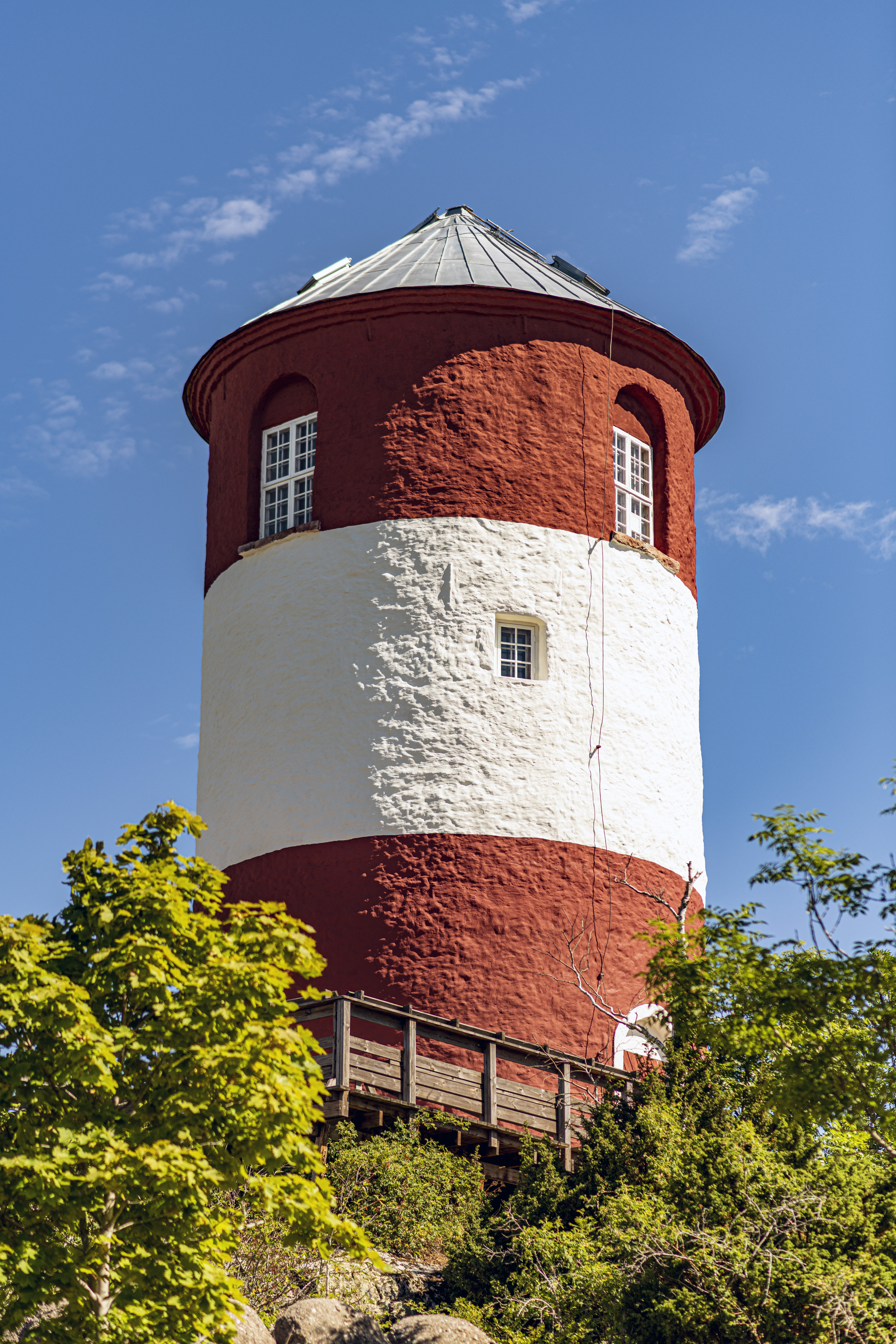
Arholma Båk juni 2022